# 이츠 어 뷰티풀 데이
이츠 어 뷰티풀 데이(It's a Beautiful Day)는 미국의 록 밴드이다.